# Lamiogethes pedicularius
Lamiogethes pedicularius é uma espécie de insetos coleópteros polífagos pertencente à família Nitidulidae.
A autoridade científica da espécie é Gyllenhal, tendo sido descrita no ano de 1808.
Trata-se de uma espécie presente no território português.